# Parre
Parre [ˈparːe] (Par [ˈpaɾ] in dialetto bergamasco) è un comune italiano di 2 667 abitanti della provincia di Bergamo in Lombardia. Situato sulla destra orografica del fiume Serio, in val Seriana, dista circa 30 chilometri a nord-est dal capoluogo orobico ed è compreso nella Comunità montana della Valle Seriana.

## Geografia fisica

### Territorio

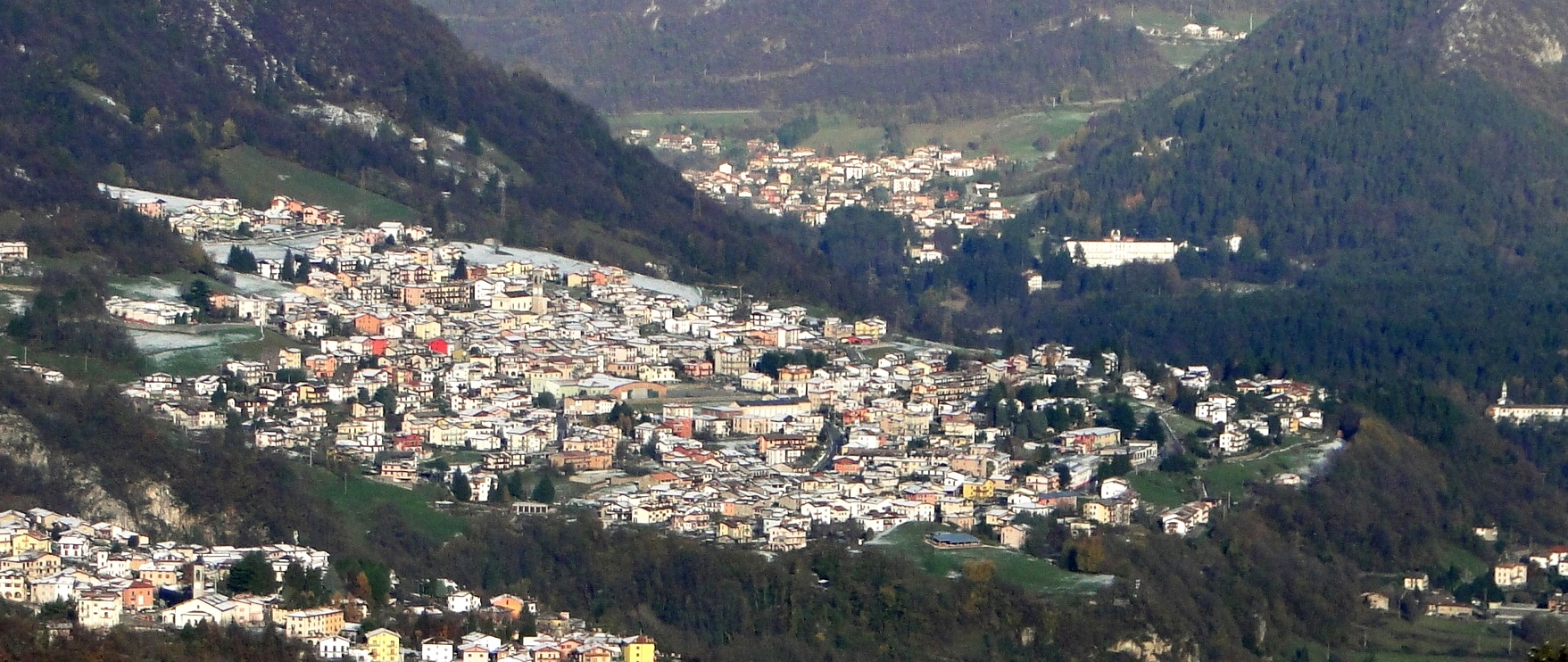
Parre, visto da Cavlera

Il territorio comunale appartiene al gruppo delle Alpi meridionali chiamate Prealpi Bergamasche ed è quasi completamente montuoso e si sviluppa sul versante orografico destro della val Seriana, ad un'altezza di compresa tra i 490 m s.l.m. del fondovalle e i 2 322 della Cima del Fop. Il nucleo abitativo del capoluogo, distribuito in modo uniforme sulle pendici meridionali del monte Trevasco, ad un'altezza media di circa 640 m s.l.m., è raccolto attorno ai due nuclei originari di Parre di sotto (porzione più a valle) e Parre di sopra (parte più elevata), accanto ai quali il paese si è allargato inglobando quasi tutte quelle zone come Campella, Costa Erta e Valzella, per secoli destinate all'agricoltura.
In direzione nord-ovest, poco distante dal locale cimitero, si trova la contrada di Cossaglio, situata sul versante sinistro della valle Dossana e composta da una manciata di abitazioni che mantengono tuttora una connotazione fortemente rurale.
Quest'ultima caratteristica è comune anche a numerose cascine e baite montane, un tempo usate da mandriani ma ora quasi tutte disabitate, disseminate tra le distese prative e le macchie di bosco dei monti Trevasco ed Alino, estensioni del monte Vaccaro. 

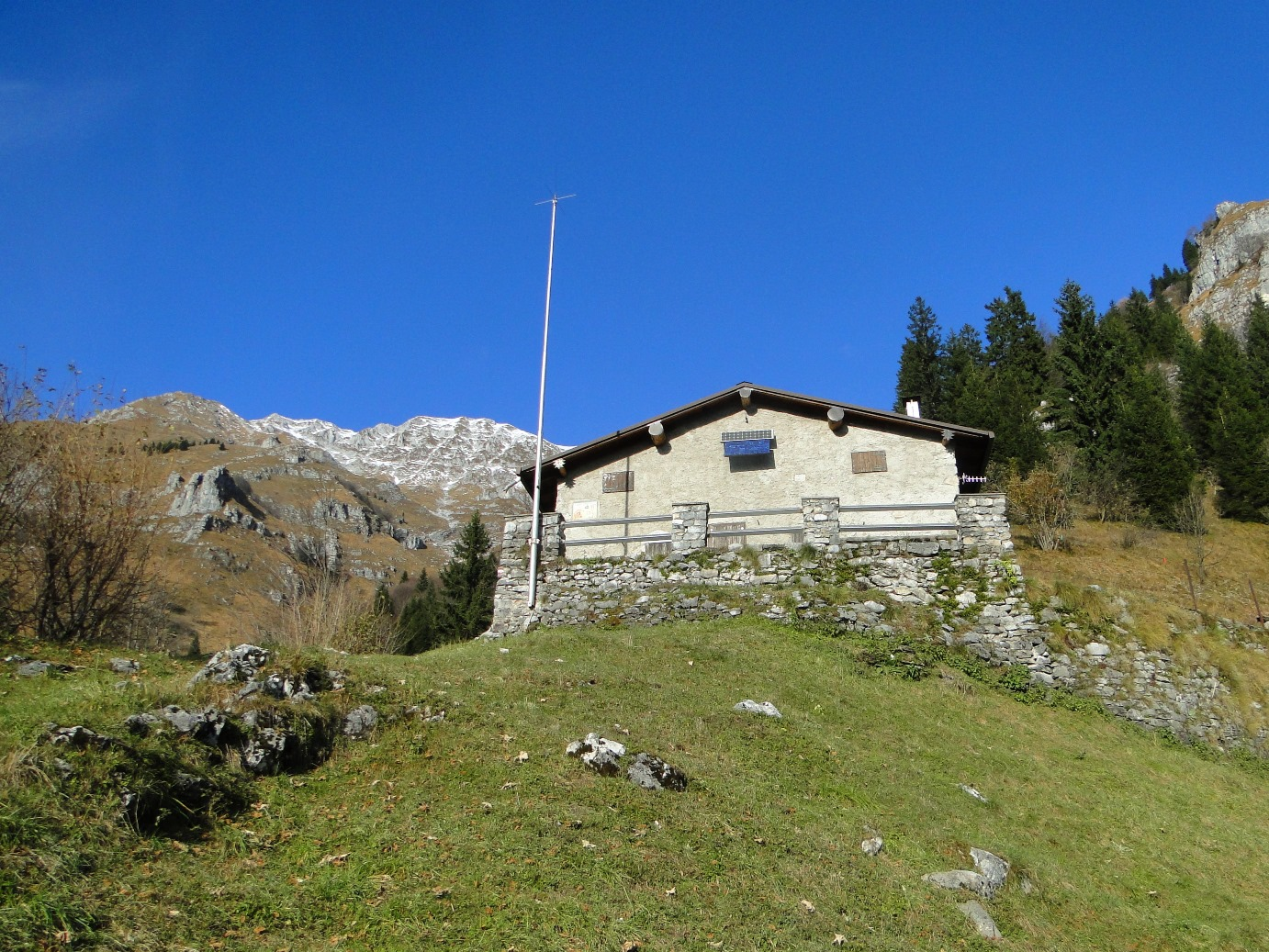
La beita de Sura, in val Dossana

Al di sotto del capoluogo, posto in posizione panoramica, si sviluppa il fondovalle della val Seriana, dove scorre la superstrada di scorrimento della valle Seriana che collega Bergamo con Clusone. Lungo questa arteria si trova Ponte Selva, ovvero la frazione più popolosa del comune e anche la prima che si incontra provenendo dal capoluogo orobico, che si presenta con un'unica soluzione di continuità abitativa con il vicino comune di Ponte Nossa, tanto da essere sovente scambiata come frazione di quest'ultimo centro. Risalendo la stessa strada, immediatamente dopo la diramazione per Clusone, mantenendosi lungo il corso del fiume Serio in direzione Valbondione, si incontra il bivio che permette di raggiungere il centro di Parre mediante la S.P. 48, che termina nell'abitato. Proseguendo invece sul fondovalle in direzione dell'alta val Seriana, tra prati e boschi si incontra la località di Campignano, alla quale fa seguito dopo circa un chilometro la frazione di Sant'Alberto, dove sono presenti numerosi insediamenti industriali, poco distante da cui, in posizione leggermente sopraelevata, si trova il piccolo borgo di Martorasco.
I confini amministrativi del comune sono quasi interamente definiti da limiti naturali, quali linee di impluvio, creste di montagne o corsi d'acqua. A Sud, in direzione del fondovalle seriano, è difatti il corso del fiume Serio a delimitare Parre da Clusone e, più a monte, da Piario; ad Ovest è il torrente Nossana, che scorre nella valle Dossana, a dividere le competenze comunali con quelle di Ponte Nossa e Premolo.

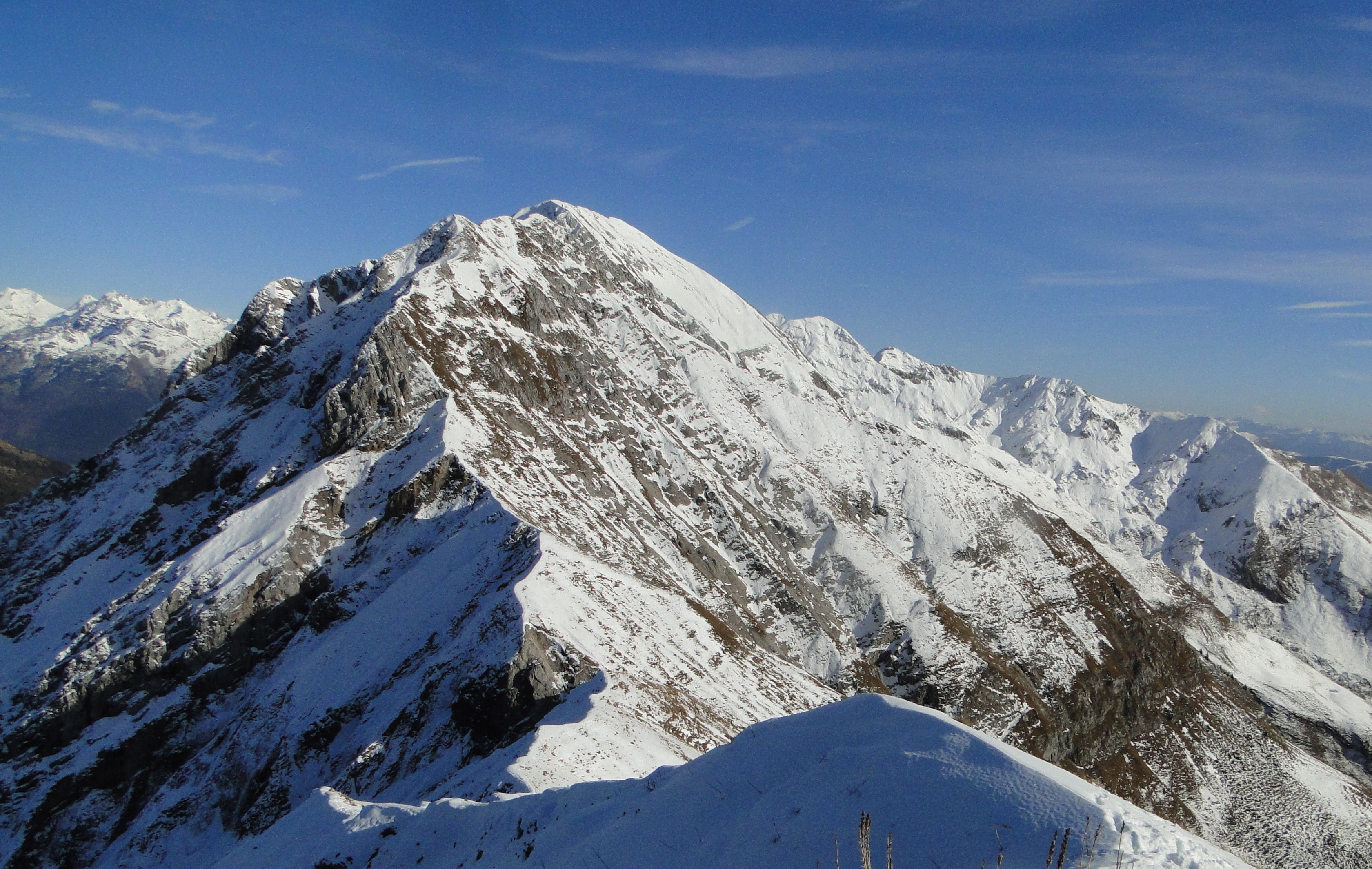
Vista dalla cima di Leten: in primo piano il passo del Re, su cui svetta la Cima del Fop, e più lontano il monte Secco.

Il limite occidentale segue l'andamento di quest'ultimo torrente, risalendo fino alla località Piazza Manzone, da cui si sposta sul crinale che divide la valle stessa dalla sua tributaria val Gorgolina, e raggiunge la cima di Leten (2 095 metri). A questo punto la demarcazione settentrionale è data dalla linea che funge da spartiacque con la Valcanale di Ardesio, ed è composta dalla catena che, proveniente dal pizzo Arera, include il passo del Re (unico collegamento diretto con Valcanale), la Cima del Fop (2 322 metri), il Monte Secco (2 266 metri) e il monte Vaccaro (1 957 metri). I confini ridiscendono quindi lungo la costa di quest'ultimo, per giungere nei pressi della contrada di Martorasco al di sotto della quale si trova la piana alluvionale, dove è presente un insediamento industriale, che ricade però nelle competenze amministrative di Villa d'Ogna.
Ricchissima è l'idrografia. Oltre al Serio, che scorre lungo il fondovalle, sono presenti numerosi altri torrenti che raccolgono le acque provenienti da sorgenti e dai monti circostanti. Il principale è la Nossana, che scorre nella valle Dossana dove nella sua parte più a monte è interessata da fenomeno di carsismo, mentre in quella terminale dà luogo ad un acquedotto (ricadente però nelle competenze territoriali di Ponte Nossa) che, con una portata stimata tra i 900 ed i 1 500 litri al secondo, soddisfa il fabbisogno idrico di 118 000 persone nella provincia di Bergamo.
Altri corsi d'acqua sono presenti sia nella val Fontagnone, che nasce sulle pedici del monte Trevasco e sfocia nel Serio a Nord del capoluogo, sia nella valle dei frati, che si scende dalla zona della cima del Vaccaro per gettarsi nel Serio presso la frazione di Sant'Alberto.

## Storia

### L'oppidum degli Orobi

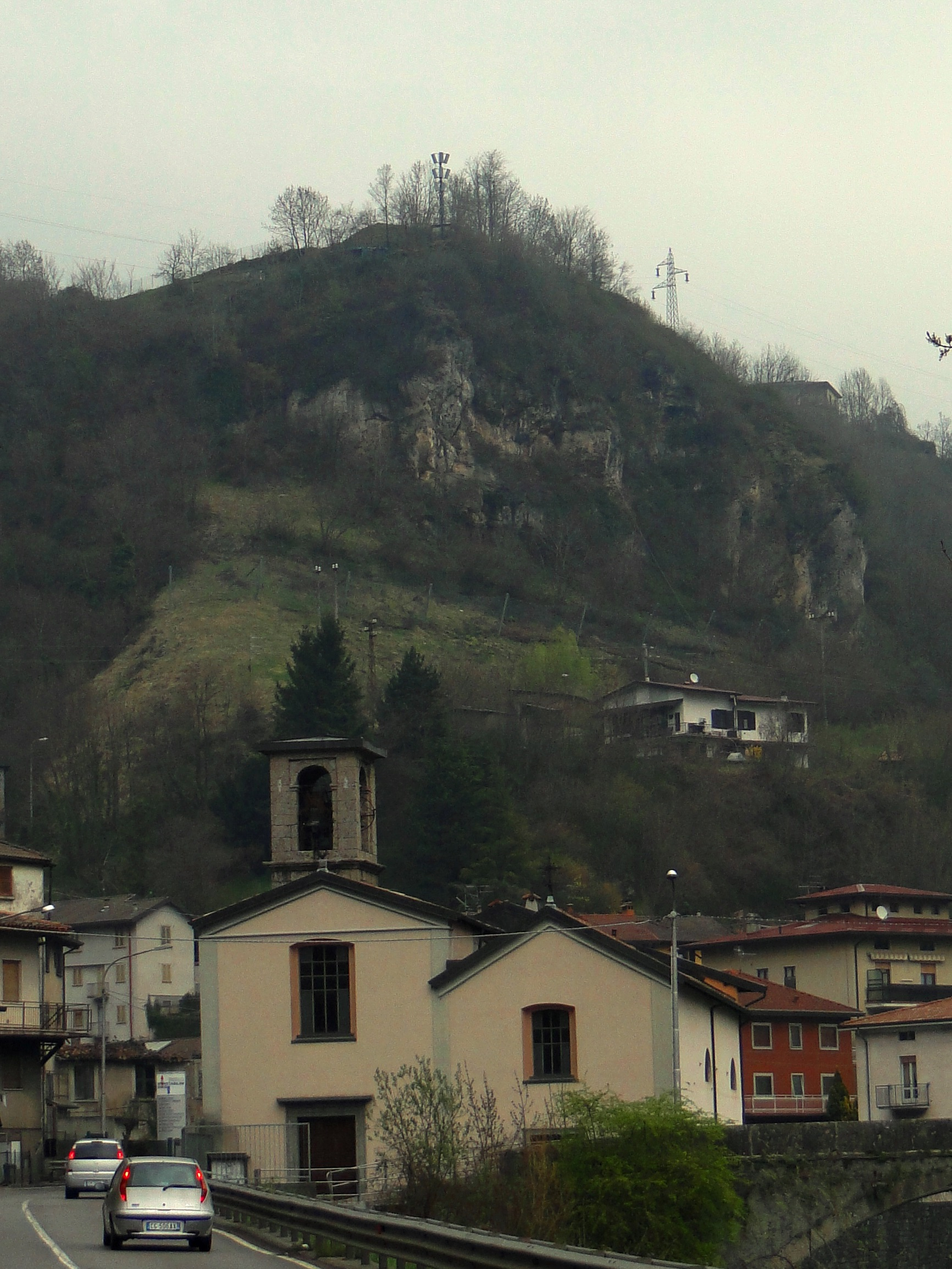
Lo sperone roccioso che sovrasta il paese di Ponte Nossa, in cui si verificò il primo insediamento

Il paese di Parre può vantare una storia tra le più datate dell'intera provincia bergamasca.
Tracce di frequentazioni preistoriche sono state rinvenute in grotte e cavità naturali (su tutte la "Buca di Lader") poste lungo le pendici del monte Trevasco, che sovrasta l'attuale centro abitato. Quest'ultimo monte difatti, grazie alla sua esposizione soleggiata e, soprattutto, alla sua ricchezza di minerali, ha da sempre favorito insediamenti stabili volti allo sfruttamento delle materie prime. Tra queste si segnalano il bronzo, il piombo, il ferro e la cadmea, ma anche la limonite, la siderite, la galena argentifera, la blenda e la calcopirite,  materiali molto frequenti anche nell'attigua Val del Riso.
Le prime popolazioni stanziali furono gli Orobi, appartenenti al ceppo di origine ligure, come testimoniato da toponimi quali il citato monte Trevasco e il piccolo nucleo di Martorasco, aventi il suffisso -asco, di chiaro stampo ligure.
In tal senso importantissimi sono stati i ritrovamenti rinvenuti in località Castello, un terrazzo di origine fluviale che, posto ad un'altezza di circa 580 m s.l.m. a Sud-Ovest dell'attuale abitato, domina il punto in cui la valle Dossana confluisce nella valle del Serio. Questa posizione permetteva il controllo della zona, fin dalla preistoria crocevia di scambi tra la pianura con l'alta val Seriana, la Valtellina, la Val di Scalve e la val Camonica.
I primi reperti, emersi nel 1883 durante una sessione di lavori agricoli, portarono alla luce un ripostiglio interrato, nel quale erano collocati numerosi manufatti in bronzo (ornamenti, utensili, frammenti, ma anche scorie di fusione), risalenti al V secolo a.C.. Tuttavia gran parte di questi (ben 1 000 chilogrammi di materiale bronzeo) furono venduti dai proprietari, inconsapevoli del valore storico della scoperta, ad una fonderia, andando irrimediabilmente perduti. Solo una piccola parte venne salvata dall'intervento dell'archeologo Gaetano Mantovani che, avvisato della scoperta, corse ad acquistare ciò che era rimasto, donando il tutto al museo archeologico di Bergamo, dove tuttora sono custoditi.
Nel 1983, in occasione del centenario dei suddetti ritrovamenti, vennero organizzati ulteriori scavi, in funzione preventiva ad un piano di lottizzazione dell'area. Già dagli strati superficiali emersero frammenti ceramici dell'età del ferro, i quali spinsero i ricercatori a più approfondite ricerche.
I risultati furono strabilianti, dal momento che venne riportata alla luce una realtà storica rimasta celata per secoli: un grande insediamento abitativo a pianta ortogonale, avente un'estensione di circa 13 000 metri quadrati, fondato presumibilmente nella tarda età del bronzo.
Gli scavi si protrassero fino al 1994 e permisero di scoprire una grande quantità di abitazioni, strutture murarie, pavimenti lastricati e inghiottitoi naturali, ma anche reperti in ceramica e suppellettili vari. Tra questi, alcuni cocci di vasi decorati, risalenti ad un periodo compreso tra il X e il IX secolo a.C. e riconducibili alla Cultura di Golasecca, permettono di inquadrare gli abitanti del villaggio tra gli appartenenti della stirpe ligure-celtica. Tuttavia ben poco si conosce di loro, mancando completamente documenti scritti che ne attestino l'origine e la provenienza. Si presume però che il villaggio in questione sia quello citato dallo scrittore romano Plinio il Vecchio nella sua Naturalis historia:
(Plinio il Vecchio, Naturalis Historia III, 124-125)

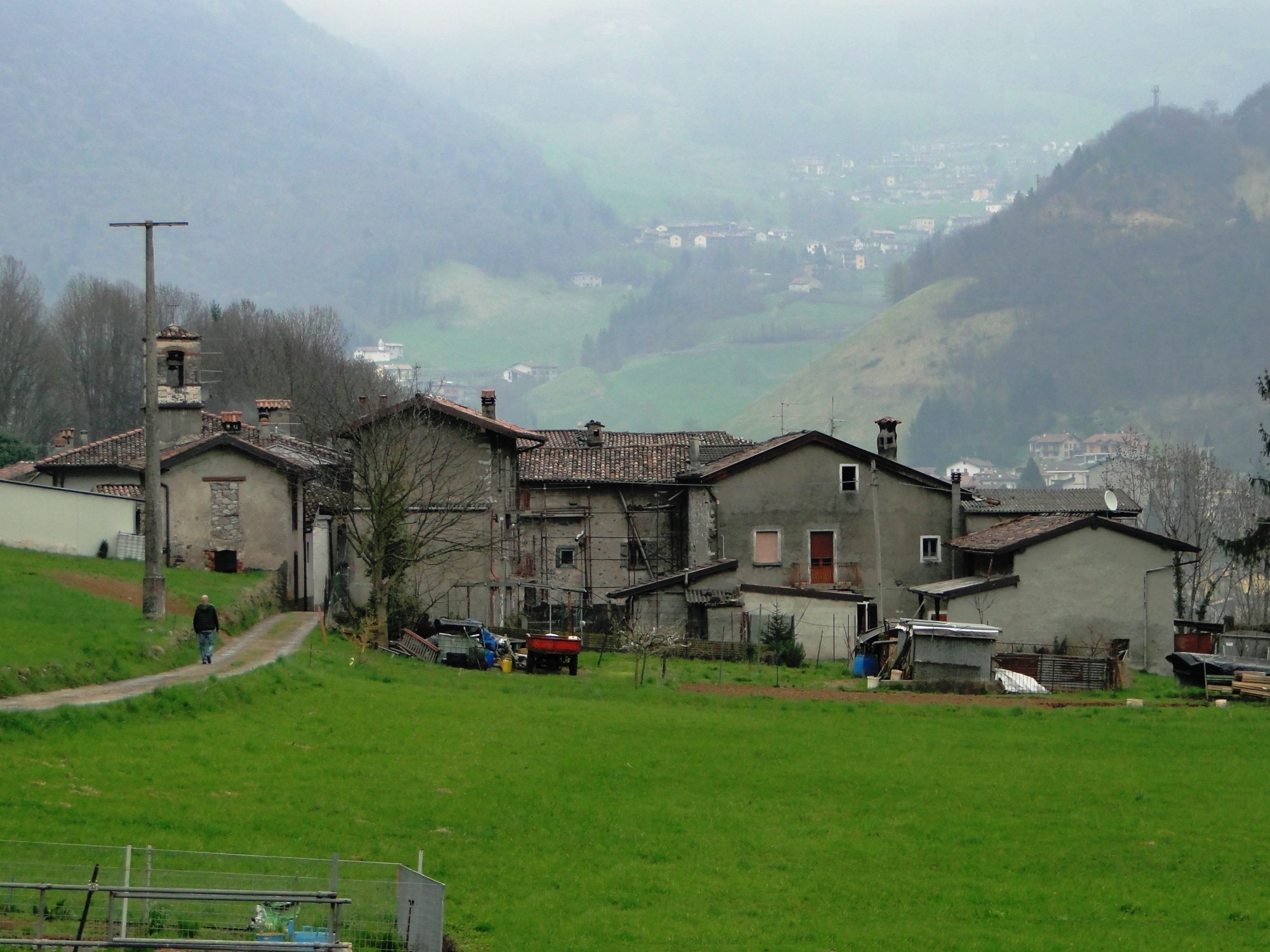
Il nucleo di Martorasco, di origine ligure

Nell'ambito dei suddetti scavi, nel biennio 1989-1990 in località Botti, poche decine di metri più a monte della località Castello, emersero due strutture produttive connesse ad un'attività metallurgica databili all'età bronzo recente (XIII secolo a.C.), infossate e con differenti piani di uso. In esse, abbandonate verso il V secolo a.C., furono trovati molti reperti legati alle attività fusorie e di estrazione del metallo dal minerale, tra cui anche i processi di rifinitura meccanica degli utensili, quali affilatura con coti e lucidatura.
Anche il toponimo del paese ha origini celtiche e deriva dal lemma pa-ar, poi latinizzato in Parra (divenuto poi Parre nel corso dei secoli), indicante un'estesa distesa erbosa o un grande campo, che effettivamente coincide con il luogo dove si sviluppò il primo nucleo abitativo. Altre teorie, pur concordando sulla matrice di origine, gli attribuirebbero invece il significato di luogo alto.
Nel corso della media età del ferro l'agglomerato urbano subì modifiche strutturali, assumendo un assetto regolare, con le abitazioni infossate ed aventi un orientamento Nord-Sud. Lo sviluppo maggiore avvenne nel periodo compreso tra la prima e la seconda età del ferro e la definitiva conquista romana in età augustea: in quel tempo Parre era l'avamposto delle popolazioni alpine verso lo sbocco della valle, una sorta di luogo di incontro tra le due realtà, soggetto all'influenza tanto dei Galli Cenomani e Insubri (commercialmente in competizione tra loro, tanto che negli scavi furono ritrovate 58 monete differenti, tra cui alcune di entrambe le tribù celtiche) quanto dei Romani. Questi ultimi influenzarono in modo sempre crescente gli usi e i costumi degli Orobi, tanto che tra il II ed il I secolo a.C., questi producevano manufatti in ceramica e decorazioni sul genere di quelli romani, ed utilizzavano la monetazione dell'impero. Tuttavia, per motivi ancora oscuri, l'abitato fu abbandonato per un paio di secoli, venendo poi nuovamente frequentato a partire dal II secolo.

### Il Medioevo

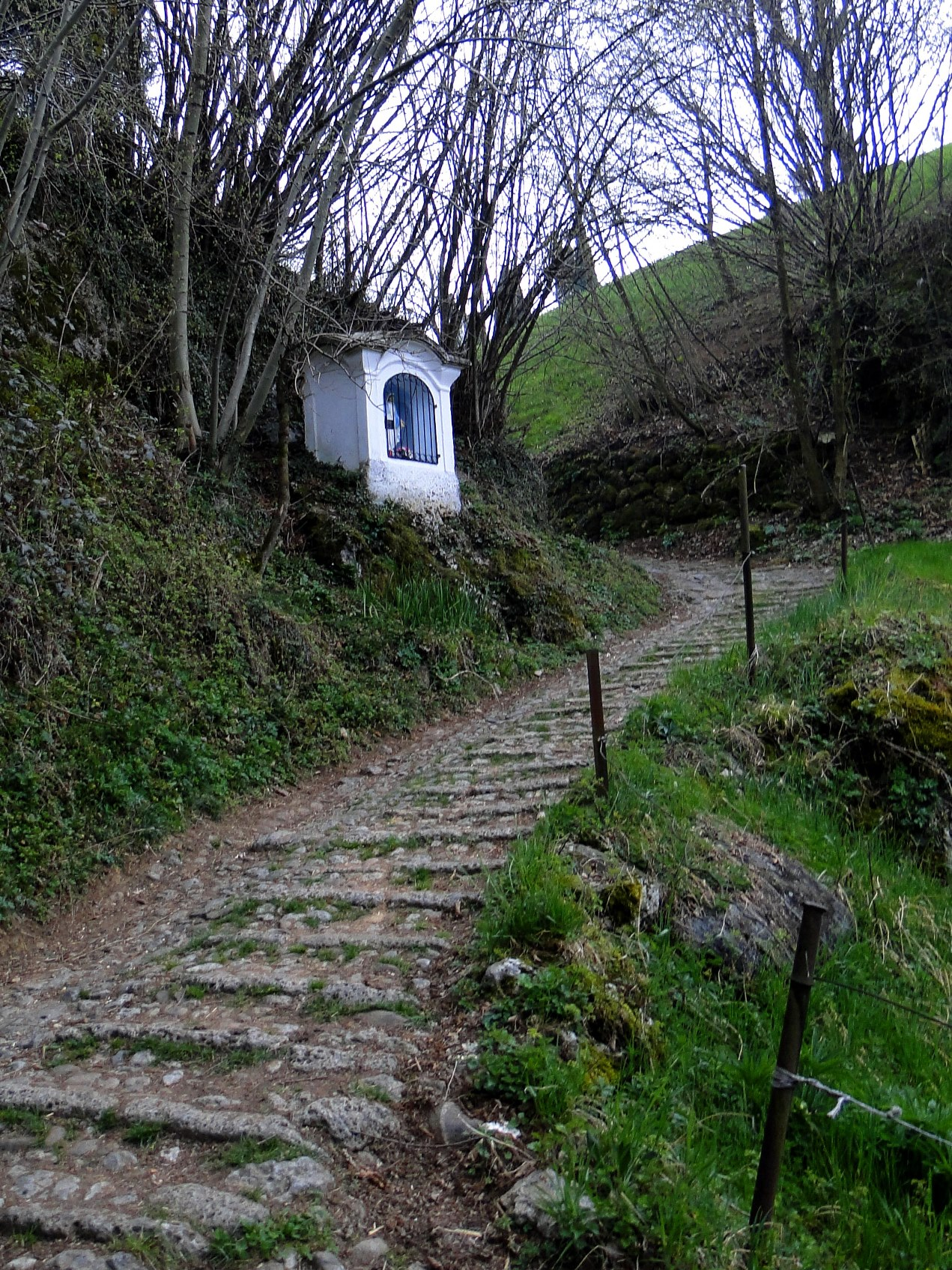
La mulattiera di collegamento con Ponte Nossa, principale strada fin dai tempi più antichi

Contestualmente al termine dell'impero romano, avvenuto nella seconda parte del V secolo, il borgo venne nuovamente abbandonato. L'abitato si sviluppò in posizione più settentrionale, in una zona solo parzialmente utilizzata durante il periodo imperiale, lasciando la località Castello in uno stato di abbandono, relegandola ad un ambito agricolo fino ai giorni nostri.
Seguì un periodo di decadenza e instabilità: la situazione ritornò a stabilizzarsi con l'arrivo dei Longobardi, popolazione che a partire dal VI secolo si radicò notevolmente sul territorio, influenzando a lungo gli usi degli abitanti: si consideri infatti che il diritto longobardo rimase "de facto" attivo nelle consuetudini della popolazione fino alla sua abolizione, avvenuta soltanto nel 1491.
Con il successivo arrivo dei Franchi, avvenuto verso la fine dell'VIII secolo, il territorio venne sottoposto al sistema feudale, con il paese che inizialmente venne assegnato, al pari di gran parte della valle, ai monaci di Tours per poi essere infeudato al Vescovo di Bergamo.
Anche il primo documento scritto in cui si attesta l'esistenza del borgo risale a quel periodo: era l'anno 928 quando viene citata la Villa de Parre. Il nome del paese compare inoltre nel 1156 in un diploma redatto dall'imperatore Federico Barbarossa (atto che regolava la lavorazione dei metalli utilizzati per il conio delle monete), nel 1176 in una deposizione giurata, dove tale D. Giovanni da Bolgare afferma di aver assistito alla fondazione della locale chiesa di san Pietro, e infine nel 1202 quando Nantellino, conte di Parre, cede alcuni suoi diritti feudali mediante un atto compilato nella pubblica piazza, sotto il porticato della chiesa.
Con il passare degli anni al potere vescovile si affiancò quello di alcune famiglie della zona, che riuscirono ad ottenere sempre più spazio, passando dal ruolo di grandi proprietari a quelli di feudatari de facto. È il caso dei Bellebonis, che in breve tempo poterono fregiarsi del titolo di baroni.
In seguito il paese si sviluppò in modo importante tanto che, sull'onda di quando andava accadendo nel vicino centri, nel corso del XIII secolo riuscì ad emanciparsi dal potere feudale, venendo citato come comune autonomo negli statuti della città di Bergamo e inserito nella circoscrizione denominata Facta di san Lorenzo: il libero comune di Parre, che aveva la facoltà di gestire le proprie attività, era retto da due consoli.
Qualche decennio più tardi, in ambito sociale, cominciarono invece a verificarsi attriti tra gli abitanti, divisi tra guelfi e ghibellini, che raggiunsero livelli di recrudescenza inauditi. Le cronache del tempo raccontano di numerosi episodi tragici in tutta la provincia di Bergamo, che venne dilaniata da questa sanguinosa faida. Ai margini dell'abitato, in posizione dominante sulla sottostante valle del Serio, venne costruita una fortezza, posta dove secoli addietro si era sviluppato il nucleo primitivo del borgo, località che da quel momento prese il nome di Castello. Le cronache tuttavia non raccontano di scontri o danneggiamenti di alcun tipo.

### Dalla Serenissima ai giorni nostri

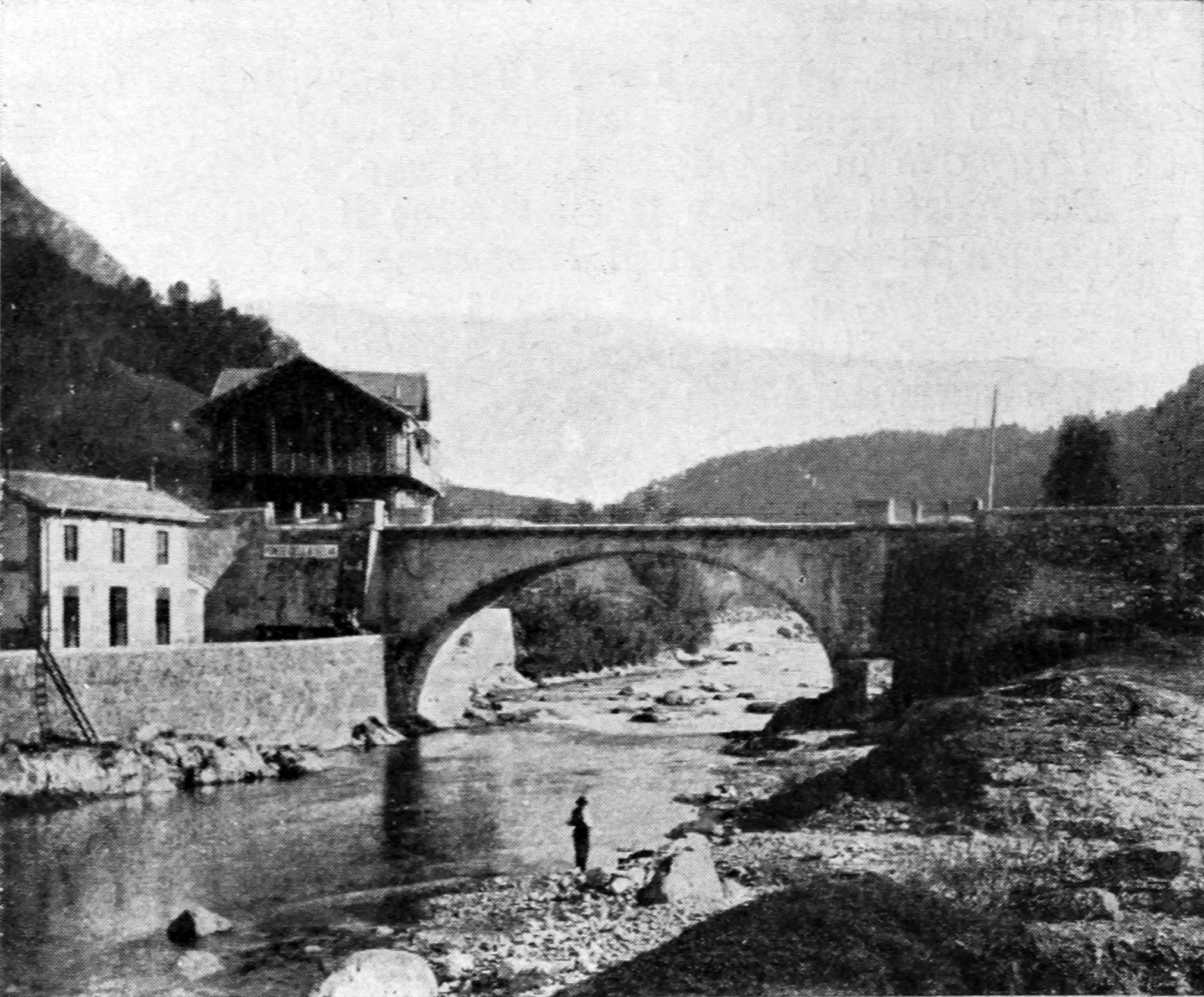
Vista di Ponte Selva sul finire del XIX secolo

Alla definitiva pacificazione si arrivò nella prima metà del XV secolo, grazie al passaggio alla Repubblica di Venezia, avvenuto nel 1427 dopo un'espressa richiesta di Bergamo e delle sue valli, e ratificato dalla Pace di Ferrara del 1428. La Serenissima garantì una diminuzione della pressione fiscale e offrì maggiore autonomia, dando inizio ad un periodo contrassegnato da tranquillità in cui l'intera zona riprese a prosperare.
Tra i decreti emanati dai veneti vi fu anche l'obbligo della demolizione di ogni fortezza risalente all'epoca medievale. Fu così che nel 1519 anche il castello di Parre venne raso al suolo, e con le sue pietre venne costruito il santuario della Madonna dell'Apparizione nella sottostante borgata di Campolungo, nel comune di Ponte Nossa. Anche le famiglie nobili persero i propri privilegi e la famiglia Bellebonis fu costretta ad emigrare, rifugiandosi presso la corte di Massimiliano I d'Asburgo. Il casato assunse quindi il nome di Von Paar (tradotto letteralmente "Da Parre") e nel 1522 acquisì l'incarico della gestione del servizio postale nella parte meridionale dell'impero asburgico, mentre quella settentrionale era ad appannaggio della famiglia dei Tasso, anch'essa bergamasca. Nel 1596 si guadagnarono il titolo, trasmissibile ereditariamente, di maestri di posta, e nel 1624 quello di capi generali delle poste di corte per le zone di Austria, Stiria, Ungheria, Boemia, Moravia e Slesia. Dopo aver creato un sistema composto da un importante apparato di stazioni, corrieri, messaggeri ed addetti alla sicurezza per la sorveglianza, nel 1769 vennero nominati principi. La loro parabola terminò alla fine del XIX secolo, quando persero i loro titoli ereditari, per via della statalizzazione del servizio postale.
Nel frattempo gli abitanti, censiti in 725 unità nel 1596 dal comandante veneto Giovanni Da Lezze, erano per lo più dediti alla pastorizia. Questa mansione, se da un lato li costringeva a percorrere grandi distanze per permettere la transumanza delle greggi nelle pianure pavesi in inverno e nelle vallate valtellinesi in estate, dall'altra garantiva loro la sussistenza grazie alla produzione di latte, formaggi e derivati, ma anche di buoni quantitativi di lana, venduti sui mercati lanieri di Gandino e della valle Seriana.

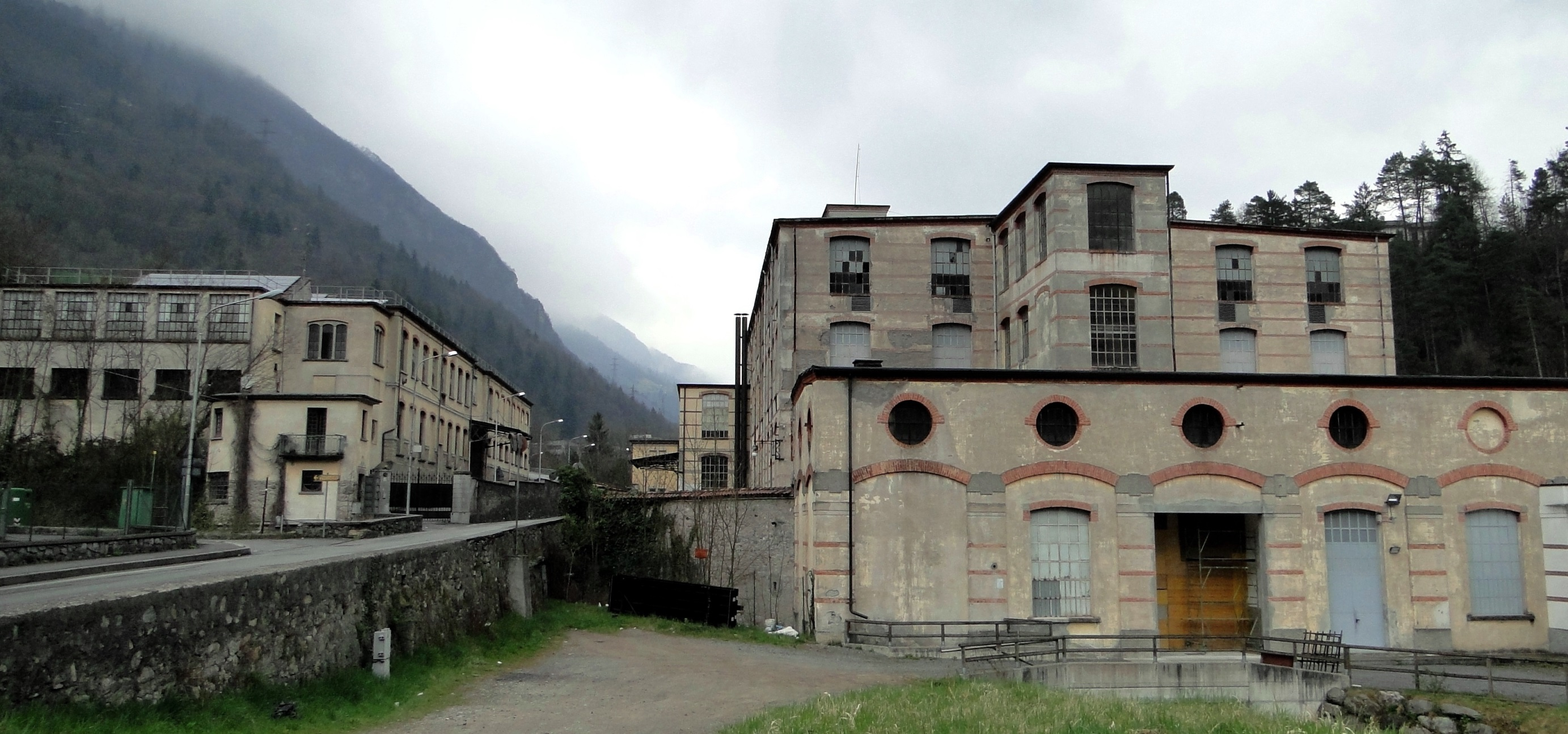
Complesso industriale, in disuso, situato allo sbocco della val Fontagnone

Il potere della Repubblica di Venezia durò fino al 1797 quando, in seguito al trattato di Campoformio, venne sostituita dalla napoleonica Repubblica Cispadana. Il cambio di dominazione comportò nel 1809 una revisione dei confini mediante un'imponente opera di accorpamento dei piccoli centri ai più grandi: in questo frangente Parre inglobò a livello amministrativo i vicini centri di Ponte Nossa e Premolo.
L'unione tra i tre borghi durò poco, dal momento che nel 1816, in occasione del nuovo cambio di governo che vide subentrare l'austriaco Regno Lombardo-Veneto alle istituzioni francesi, questi vennero nuovamente scissi.
Nella seconda parte del XIX secolo, contestualmente all'Unità d'Italia, si verificò uno sviluppo dell'industria estrattiva, favorito dal commercio di materiale siderurgico. 
Il principale elemento estratto era la calamina, un miscuglio di minerali a base di zinco molto presente sulle pendici del monte Trevasco, per la cui estrazione Parre divenne fonte di manodopera generica e specializzata.
A questa si affiancarono realtà operanti nell'ambito tessile che, insediatesi presso il fondovalle in località Ponte Selva, in breve si radicarono modificando gli usi e le abitudini dei parresi. Queste mutate condizioni economiche e sociali, fecero sì che il numero dei residenti, rimasto pressoché invariato per secoli (dai 725 abitanti del 1596 ai 917 del 1805, fino agli 834 del 1871), lievitò notevolmente nel volgere di un paio di decenni, raggiungendo la quota di 1811 nel 1911.
In ambito amministrativo il comune, dopo aver acquisito nel 1853 una piccola porzione di territorio ad Est della valle dei Frati, nel 1925 cedette la contrada di Nossa (parte posta sulle rive del Serio, ad est del torrente Nossana) al comune di Ponte Nossa, essendo ormai stata inglobata dall'espansione del suddetto comune.
Nella seconda parte del XX secolo le realtà legate all'industria tessile persero via via la loro predominanza, venendo prima affiancate e poi sostituite da attività operanti nei settori meccanico, meccano-tessile ed artigianale che si insediarono nelle zone di Sant'Alberto e di Campignano. Seguì un ulteriore sviluppo edilizio che, oltre a portare un notevole incremento demografico, snaturò parte del territorio, sottraendo molteplici spazi alle colture.

### Simboli
Lo stemma del comune di Parre è stato concesso con regio decreto del 17 febbraio 1927.
(R.D. 17.02.1927)
Il gonfalone municipale è stato concesso con decreto del presidente della Repubblica del 29 maggio 1981.
(D.P.R. 29.05.1981)
Lo stemma del Comune ha origine antica e la figura del castello su fondo di verde trae spunto dal Parra Oromobiorum Oppidum citato da Plinio nella Naturalis Historia, su notizie tratte dalle Origines di Catone. Il colore verde alluderebbe all'etimo del nome Parre, che in lingua celtica significherebbe "piana erbosa".

## Monumenti e luoghi d'interesse

### Chiesa di San Pietro

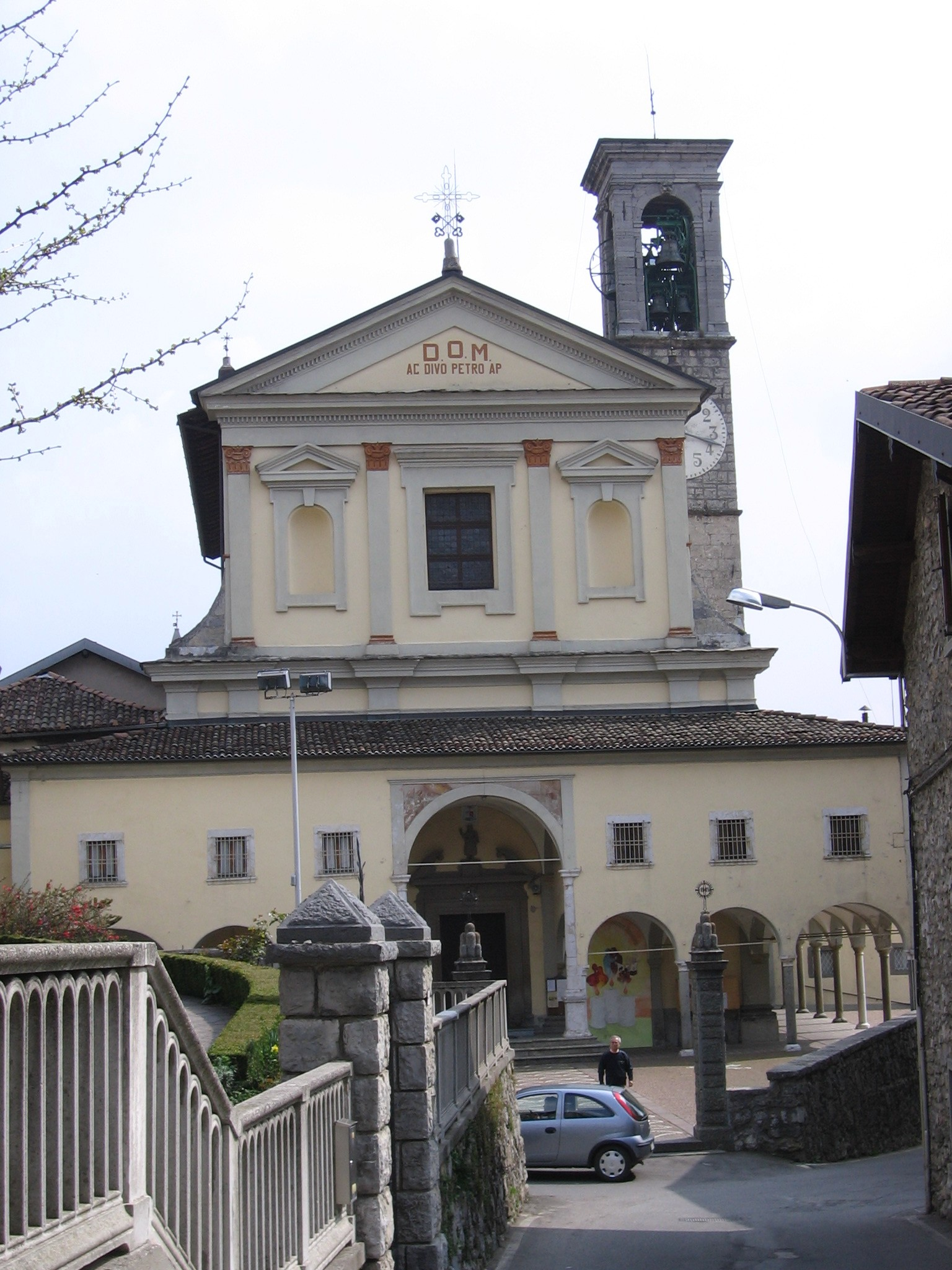
La chiesa parrocchiale di san Pietro

L'edificio più importante del paese dal punto di vista artistico e storico, è senza dubbio la chiesa parrocchiale che, dedicata a san Pietro, è collocata nella parte più a monte del paese, da cui sovrasta l'abitato. La struttura primitiva, edificata in luogo di una preesistente cappella votiva, risale ad un periodo prossimo alla seconda metà del XII secolo, essendo citata in un documento del 1176 ed in uno del 1202. Nel corso dei secoli venne sottoposta a numerosi lavori di restauro e ristrutturazione, sia all'interno che all'esterno, che ne modificarono profondamente la struttura. Gli interventi, sia conservativi che innovativi, furono influenzati dagli stili e dalle culture delle varie epoche, sia su iniziativa dei parroci che del Comune, organo che per secoli ebbe lo ius patronatus sulla chiesa stessa.
La struttura attuale risale al 1723: all'esterno si presenta con linee sobrie ma eleganti, con un portico che delimita tre lati, e con portali in arenaria recuperati dalla chiesa precedente.
L'interno invece ha una sezione rettangolare a navata singola, e presenta numerosi stucchi e affreschi che donano una grande luminosità agli spazi. Tra questi vi sono le opere del Salmeggia, di Carlo Ceresa, di Gian Paolo Cavagna, di Antonio Cifrondi e di G. Mazza, poste agli altari laterali e nella sacrestia, così come la Via Crucis in legno eseguita dal parrese Andrea Cossali. Degni di nota sono anche un settecentesco ostensorio a raggiera d'argento con doratura, alcuni piatti di stagno del XVI secolo e una croce d'altare in legno rivestito di madreperla, stendardi e paramenti. Ma le principali attrazioni artistiche sono l'altare maggiore, collocato al centro del presbiterio, eseguito da Andrea Fantoni, con marmi e lapislazzuli, raffigurante angeli in adorazione, adornato da medaglia al paliotto. Sempre di scuola fantoniana sono la balaustra dell'abside, il Cristo morto, due statue all'altare dell'Addolorata, la statue lignee della Madonna del Rosario e dei putti nel coro, a fianco dei quali si trova la pregevole cornice marmorea che adorna l'opera più preziosa della Chiesa: la pala Madonna con il Bambino e i Santi Paolo, Pietro e Giovanni, eseguita da Giovan Battista Moroni (2,90 metri di altezza per 1.50 di larghezza).

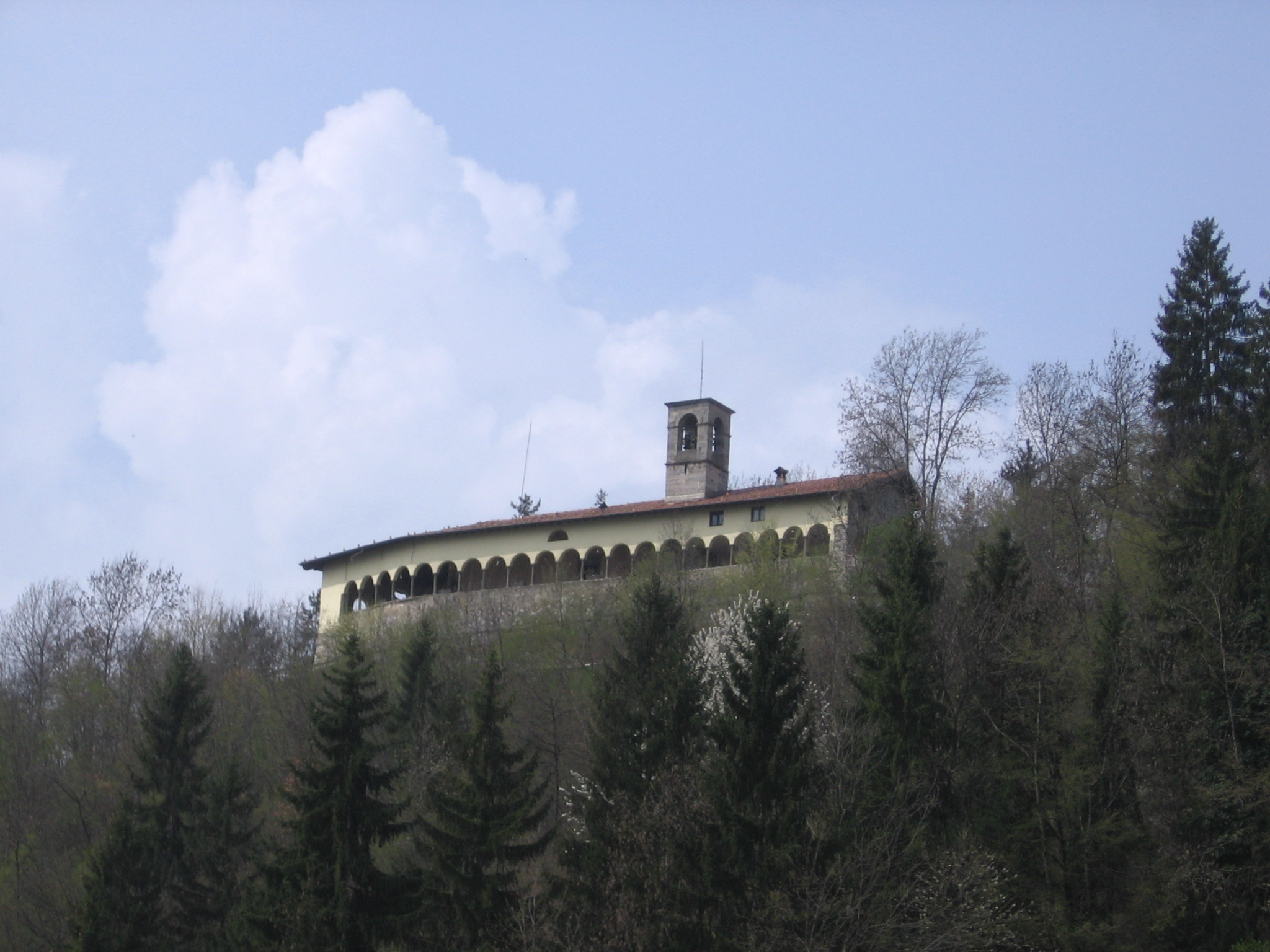
Il santuario della Ss. Trinità

Interessante è inoltre l'organo con cantorie, costruito da Luigi Balicco Bossi nel 1898 e più volte restaurato. 
A fianco della parrocchiale, ma facente parte della medesima struttura, si trova la Cappella della Vergine di Lourdes, costruita negli anni 1920, alla quale si accede mediante una porta laterale, accanto al Battistero.

La chiesa parrocchiale, dedicata al Sacro Cuore di Gesù, di Ponte Selva

### Chiesa di San Rocco
Nella contrada di Parre inferiore si trova la chiesa di S. Rocco, ormai circondata dalla viabilità ordinaria. Dotata di linee semplici, si presenta con un sagrato sul lato occidentale ed un ingresso con portale in arenaria. La struttura è a navata singola suddivisa in tre campate, mentre il presbiterio ha pianta rettangolare. In essa sono da notare l'affresco cinquecentesco, la pala dell'altare maggiore coi Santi Rocco e Sebastiano, commissionata da Vincenzo Mutti e compagni nel XVII secolo, e le tele dei due altari laterali recentemente restaurate. Il piccolo organo meccanico, restaurato nel 2012, è stato costruito da Angelo Bossi nel 1773.

### Chiesa della Santissima Trinità
Rimanendo in ambito religioso, meritano menzione due chiese rustiche e agresti. di Sant'Antonio, risalente al XVII secolo e situata tra i prati del monte Alino, e della SS. Trinità. Quest'ultima, immersa nei boschi poco distante dalla località Campella, domina il paese e l'intero altopiano di Clusone, con un elegante ampio loggiato cinquecentesco, meta ideale di tranquille passeggiate; al suo interno i resti di pregevoli affreschi della metà del XVI secolo, epoca in cui la chiesa venne completamente rifatta.

### Chiesa di sant'Antonio
La prima, dedicata a sant’Antonio, è situata sui declivi del monte Alino ad un'altezza di 1.045 metri in posizione panoramica. Risalente al XVII secolo, presenta un piccolo campanile in pietra ed un porticato con tettoia a tre falde. La struttura è molto semplice, con pianta rettangolare a singola navata e il presbiterio a pianta quadrata ricoperto da una volta a botte. All'interno sono presenti due nicchie in cui vi sono le statue dell'Addolorata e di sant'Antonio, santo raffigurato anche in una tela posta nell'ancona.

### Chiesa del Sacro Cuore di Gesù
Nella frazione di Ponte Selva è infine presente la chiesa parrocchiale dedicata al Sacro Cuore di Gesù. Realizzata verso la fine del XIX secolo in luogo di una piccola edicola di proprietà della famiglia Pozzi, industriali della zona, che la donò alla comunità, si presenta con uno stile simil-gotico. La facciata, dotata di due coppie di lesene, è ornata mediante capitelli e guglie, con il portale di ingresso a forma di tempietto, sopra il quale si apre un rosone decorato.
L'interno, che riprende le linee gotiche presenti all'esterno, si presenta in tre navate, a loro volta suddivise in cinque campate, mentre il presbiterio è a pianta semidecagonale.

### Antiquarium e fabbricati civili
In ambito civile si possono ammirare le caratteristiche abitazioni con muratura in pietra, loggiati, archi e colonne, recuperate mediante interventi di restauro e di conservazione di beni ambientali, naturali e storici. Tra queste spiccano, nella contrada di Parre sotto, gli stemmi della famiglia Belleboni-Baroni, da cui ebbe origine il casato dei Von Paar, principi di Stiria, oppure altre in via Tiraboschi e a fianco della parrocchiale, dove fanno bella mostra di sé l'arco e l'affresco di san Cristoforo.
Di grande importanza storica è l'Antiquarium, museo inaugurato nel 2013 situato in località Castello, dove sono esposti alcuni dei ritrovamenti preistorici qui emersi. Nell'area, acquisita nel 2001, si trova anche il parco archeologico che, gestito in sinergia tra il comune e la soprintendenza per i beni archeologici della Lombardia, illustra uno spaccato della vita e delle attività presenti nell'Oppidum. L'accesso è gratuito e permesso in tutti i fine settimana.

## Percorsi naturalistici

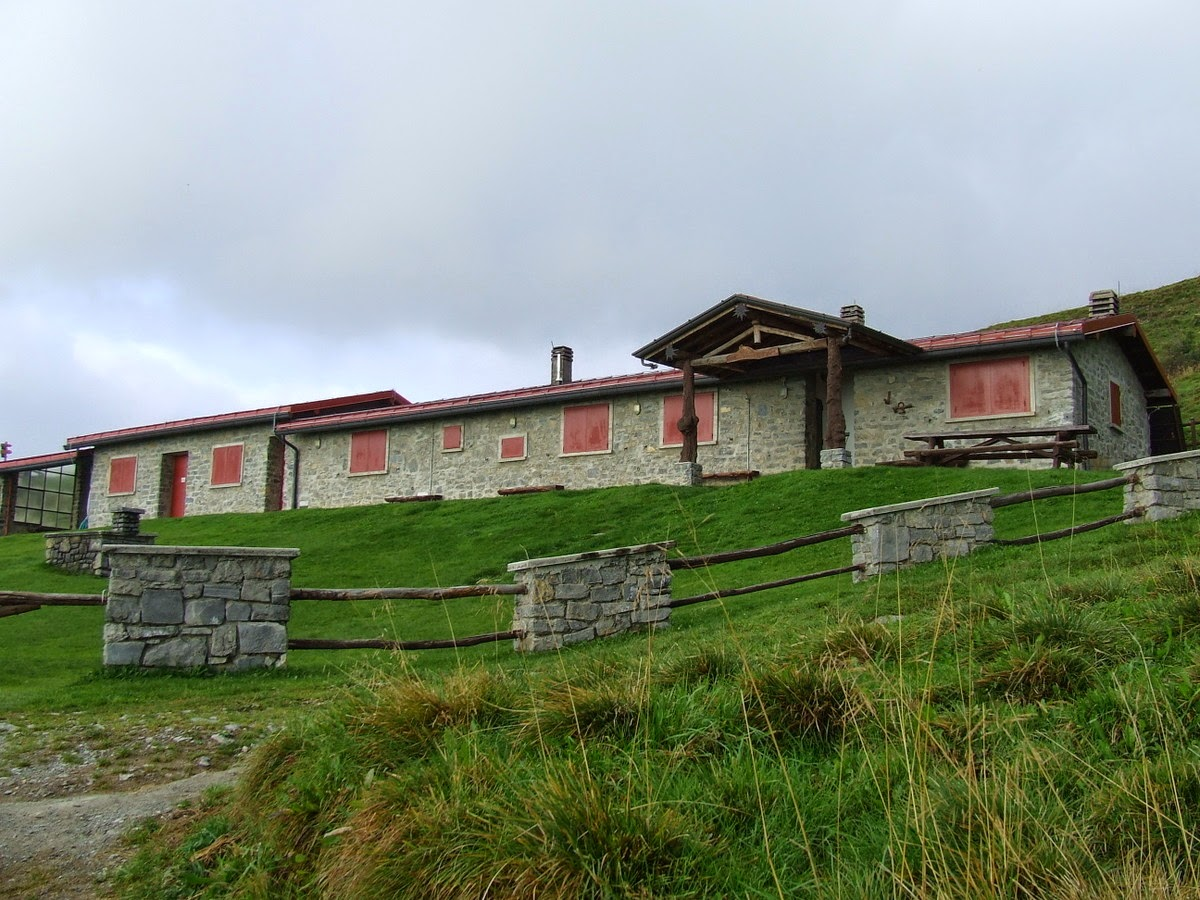
Il rifugio Vaccaro

Il territorio comunale di Parre offre innumerevoli possibilità per chiunque volesse passare un po' di tempo nella natura. I monti che sovrastano l'abitato, che fungono da spartiacque con la Valcanale, garantiscono infatti itinerari adatti alle più svariate esigenze: si va dalla semplice passeggiata adatta a bambini e meno giovani, alle tracce utilizzate per trekking e mountain bike.
Il più abbordabile è il Sentiero dell'Alto Serio che, proveniente da Premolo, offre ottimi passaggi tra strade carrozzabili, mulattiere e sentieri tra boschi cedui e, proponendo un limitato dislivello altimetrico, tocca le località di Cossaglio, Parre di sopra, Campella, cascina Fastazzo, la chiesetta di sant'Antonio, le cascine Conti e Martorasco.
Più impegnativi sono invece i sentieri che, contrassegnati con i segnavia del C.A.I., si spingono più in alto, tra abetaie e pascoli, conducendo a cascinali sparsi, agli alti pascoli e poi alle cime dei monti Vaccaro, Secco, Fop e Leten. Tra queste vi è la traccia numero 240, che prende il via a monte del paese e risale la costa del monte Trevasco, raggiungendo prima la cima della Sponda (1 496 metri) e poi la baita Forcella, dove incrocia il sentiero 241. Quest'ultimo invece si dirama dal sentiero dell'alto Serio in località sant'Antonio, per salire i dolci declivi del monte Alino, da cui in breve giunge al rifugio monte Vaccaro (1 510 m s.l.m.), costruito sulle rovine di una baita dallo sforzo congiunto di appassionati e del Comune, dove si può alternativamente scegliere di spingersi fino alla cima del Vaccaro, oppure svoltare a sinistra verso la baita Forcella e il 240.
Infine il segnavia 242, che solca la parte bassa della val Dossana, raggiungendo le baite di piazza Manzone e di Sopra, nonché il rifugio Santamaria in Leten (1 765 m s.l.m.), da cui è possibile poi spingersi fino al passo del Re, che permette di ridiscendere verso la Valcanale, oppure salire sulle cime di Leten, del Fop e del monte Secco, dalle quali è possibile ammirare gran parte dell'arco alpino: l'Ortles-Adamello da un lato e il Bernina e il Monte Rosa dall'altro.

## Società

### Evoluzione demografica

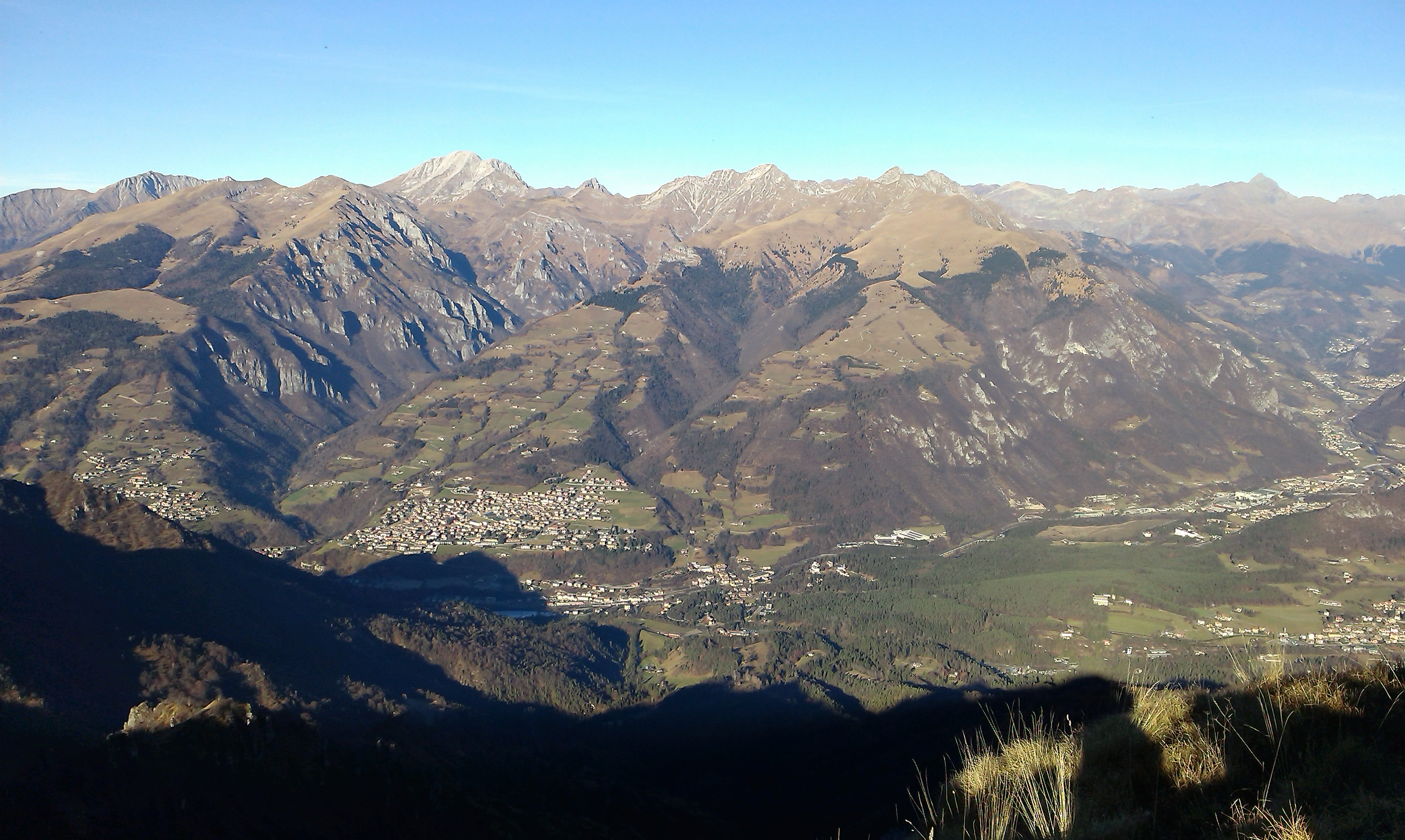
Media Valle Seriana. A fondovalle Ponte Selva e sulle pendici Premolo con il monte Grem (a sinistra) e Parre con monte Vaccaro e monte Secco (a destra). Alle loro spalle, il pizzo Arera. Vista dalla cima del pizzo Formico

Abitanti censiti

### Etnie e minoranze straniere
Gli stranieri residenti nel comune sono 122, ovvero una percentuale pari al 4,5% della popolazione. Di seguito sono riportati i gruppi più consistenti:
1. Marocco, 47
2. Senegal, 25
3. Romania, 22
4. Ghana, 6
5. Ucraina, 4

## Cultura

### Folclore e tradizioni
Il paese è caratterizzato da un gran numero di tradizioni, tuttora tramandate, che hanno permesso agli abitanti di differenziarsi dai paesi limitrofi e dal resto della valle. Su tutte vi è il locale idioma che, detto gaì, presenta aspetti di elevata particolarità e che veniva utilizzato anche da pastori e mandriani dell'alta valle Seriana. Inoltre vi sono gli abiti tradizionali che venivano indossati nelle principali festività: questi vennero introdotti tra il XVII ed il XVIII secolo come espressione di riconoscenza verso la Madonna per aver debellato la peste. In seguito a questo voto di devozione, gli abitanti promisero infatti di indossare quello che oggi è il costume tipico in segno di ringraziamento al gesto di clemenza.
Tra gli abiti tradizionali, si segnala un particolare tipo di calzatura, utilizzata fin dai tempi antichi, detta Scarpinocc. Il nome di questo genere di calzare è stato in seguito traslato per indicare una pietanza che ha cominciato ad essere conosciuta anche al di fuori dei confini comunali e della valle, fino a diventare l'elemento caratterizzante del paese. Gli scarpinocc infatti sono una pietanza simile al raviolo, conditi con formaggio e burro fuso. La loro peculiarità sta nel fatto che a differenza dei ravioli bergamaschi, chiamati casoncelli (casonsei in dialetto), il ripieno è rigorosamente di magro, cioè composto da pane grattugiato, formaggio e spezie, mentre il casoncello bergamasco utilizza anche la carne e uva passa. Ogni anno nel mese di agosto presso il locale oratorio si volge la sagra di questo piatto, che richiama acquirenti anche da fuori provincia.
Gran parte delle tradizioni, cadute in disuso negli ultimi decenni del secondo millennio, sono riprese in numerose iniziative e feste locali, dove si riportano alla memoria collettiva le usanze, i canti popolari, le danze tipiche e le attività lavorative (su tutte la filatura della lana). In tale ambito agiscono il gruppo folkloristico Lampiusa e l'associazione culturale Costöm de Par che ogni anno organizzano sagre, incontri culturali e folkloristici utilizzando il tipico costume parrese.

## Amministrazione
| Periodo        | Periodo        | Primo cittadino    | Partito                | Carica  | Note |
| -------------- | -------------- | ------------------ | ---------------------- | ------- | ---- |
| 23 aprile 1995 | 13 giugno 1999 | Aldo Imberti       | Lista civica           | Sindaco |      |
| 13 giugno 1999 | 13 giugno 2004 | Adriano Lazzaretti | Lista civica           | Sindaco |      |
| 14 giugno 2004 | 7 giugno 2009  | Francesco Ferrari  | Lega Nord              | Sindaco |      |
| 8 giugno 2009  | 25 maggio 2014 | Francesco Ferrari  | Lega Nord              | Sindaco |      |
| 26 maggio 2014 | 25 maggio 2019 | Danilo Cominelli   | Lista civica Parre c'è | Sindaco |      |
| 26 maggio 2019 | 9 giugno 2024  | Danilo Cominelli   | Lista civica Parre c'è | Sindaco |      |
| 10 giugno 2024 | in carica      | Francesco Ferrari  | Parre vive in te       | Sindaco |      |

## Infrastrutture e trasporti
La località Ponte Selva fu servita dalla ferrovia della Valle Seriana.
La stazione costruita nel 1885 fu capolinea fino al 1911, quando fu realizzata la diramazione Ponte Nossa-Clusone. Su quest'ultima linea fu attivata una nuova fermata che sostituì il servizio viaggiatori sulla preesistente.
La tratta Ponte Nossa-Ponte Selva rimase attiva fino al 1949 come raccordo merci per l'impresa Pozzi, mentre la ferrovia Bergamo-Clusone terminò ogni servizio il 31 agosto 1967.